# 덕현선
덕현선(德峴線)은 평의선에서 갈라져 나오는 지선으로, 평안북도 신의주시에 있는 남신의주역과 의주군에 있는 덕현역을 잇는다. 중간에 의주군의 중심지를 지난 뒤에 내륙으로 들어가는 것이 특징이다.

## 노선 정보
- 노선과 거리 : 남신의주역~덕현역(거리는 미상)
- 역 수 : 6개(양단역 포함)
- 궤도 간격 : 1435mm(표준궤)
- 전철화 구간 : 없음
- 복선 구간 : 없음

## 역 목록
| 역이름             | 영업거리 (km) | 접속노선       | 소재지   | 소재지   |
| ------------------ | ------------- | -------------- | -------- | -------- |
| 남신의주(南新義州) | 0.0           | 평의선, 백마선 | 평안북도 | 신의주시 |
| 정문리(正門里)     |               |                | 평안북도 | 신의주시 |
| 의주(義州)         | 30.0?         |                | 평안북도 | 의주군   |
| 수진(水鎭)         |               |                | 평안북도 | 의주군   |
| 정광(精鑛)         |               |                | 평안북도 | 의주군   |
| 덕현(德峴)         |               |                | 평안북도 | 의주군   |

## 참고 문헌
- 고쿠부 하야토(国分隼人), 《将軍様の鉄道 北朝鮮鉄道事情》, 新潮社, 2007, ISBN 978-4-10-303731-6